# Monferrato Ciaret
Le Monferrato Ciaret (ou Monferrato Chiaretto) est un vin italien rosé du Piémont doté d'une appellation DOC depuis 1994.

## Production
- Alexandrie  (1995/96)  619,39 hl ;
- Alexandrie  (1996/97)  991,82 hl ;
- Asti  (1995/96)  272,81 hl ;
- Asti  (1996/97)  734,08 hl.